# Man With No Name
Man With No Name is de derde aflevering van het twaalfde seizoen van de televisieserie ER, die voor het eerst werd uitgezonden op 6 oktober 2005.

## Verhaal
De SEH maakt kennis met een nieuwe hoofdverpleegster, Eve Peyton. Zij krijgt al meteen te maken met de spanningen tussen dr. Kovac en Taggart na hun beëindiging van hun relatie. 
Dr. Lockhart krijgt een patiënte die zich zorgen maakt over het feit dat zij BRCA1 heeft, en dat zij hierdoor een verhoogde kans heeft op borstkanker. Zij overlegt met haar over de mogelijkheid om een mastectomie te laten uitvoeren om zo de kanker geen kans te geven. De patiënte besluit deze raad op te volgen en laat haar borsten amputeren. Als dr. Lockhart de patiënte opzoekt op de afdeling oncologie ziet zij tot haar verrassing dr. Dubenko daar als patiënt. 
Dr. Kovac en dr. Weaver behandelen een zwaar verbrande man die op zijn eigen kracht naar de SEH is gekomen. Nadat Kovac de lucht heeft geklaard tussen hem en Taggart zet hij het op een drinken en wordt door dr. Lockhart thuisgebracht. 
Dr. Rasgotra besluit om een doos met persoonlijke dingen van haar collega's te maken voor dr. Gallant die nog steeds in Irak zit.

## Rolverdeling

### Hoofdrollen
- Goran Višnjić - Dr. Luka Kovac
- Maura Tierney - Dr. Abby Lockhart
- Mekhi Phifer - Dr. Gregory Pratt
- Sherry Stringfield - Dr. Susan Lewis
- Parminder Nagra - Dr. Neela Rasgrota
- Shane West - Dr. Ray Barnett
- Scott Grimes - Dr. Archie Morris
- Laura Innes - Dr. Kerry Weaver
- Kristen Johnston - Dr. Eve Peyton
- Leland Orser - Dr. Lucien Dubenko
- Linda Cardellini - verpleegster Samantha 'Sam' Taggart
- Laura Cerón - verpleegster Chuny Marquez
- Deezer D - verpleger Malik McGrath
- April L. Hernandez - verpleegster Inez
- Yvette Cason - verpleegster oncologie
- Louie Liberti - ambulancemedewerker Bardelli
- Troy Evans - Frank Martin
- Jordan Calloway - K.J. Thibeaux
- China Shavers - Olivia Evans

### Gastrollen (selectie)
- Jessica Hecht - Stephanie Lowenstein
- Jillian Bach - Penny Nicholson
- Michael Dempsey - Mr. Beckwith
- Elizabeth Sampson - Norma Beckwith
- Jeremy James Kissner - Erik
- Jeffrey Stubblefield - Trimbody
- Ben Weber - Lou
- Shirley Burns - Bridget